# Graberje
Graberje falu Horvátországban, Sziszek-Monoszló megyében. Közigazgatásilag Petrinyához tartozik.

## Fekvése
Sziszek városától légvonalban 19, közúton 27 km-re délnyugatra, községközpontjától légvonalban 10, közúton 13 km-re délnyugatra, a Báni végvidék középső részén, a 37-es számú főút mentén Gora és Marinbrod között fekszik.

## Története
A település neve 1526-ban még birtokként bukkan fel először „possessio Grabarye ad Blynyewywar” alakban. Területe a 16. század második felétől a 17. század közepéig török uralom alatt volt. A 17. századi felszabadító harcokban a keresztény seregek végleg kiűzték a Kulpa és az Una közötti területről a törököt és a török határ a század végére az Una folyóhoz került vissza. Ezzel párhuzamosan a Turopolje, a Szávamente, a Kulpamente vidékéről és a Banovina más részeiről horvát katolikus családok telepedtek le itt. Az újonnan érkezettek szabadságjogokat kaptak, de ennek fejében határőr szolgálattal tartoztak. El kellett látniuk a várak, őrhelyek őrzését és részt kellett venniük a hadjáratokban. 1696-ban a szábor a bánt tette meg a Kulpa és az Una közötti határvédő erők parancsnokává, melyet hosszas huzavona után 1704-ben a bécsi udvar is elfogadott. Ezzel létrejött a Báni végvidék (horvátul Banovina), mely katonai határőrvidék része lett. 1745-ben megalakult a Petrinya központú második báni ezred, melynek fennhatósága alá ez a vidék is tartozott. 1774-ben az első katonai felmérés térképén neve „Dorf Graberia” alakban szerepel.
A katonai határőrvidék része volt, majd ennek megszűnése után Zágráb vármegye Petrinyai járásának része lett. 1857-ben 361, 1910-ben 494 lakosa volt. A 20. század első éveiben a kilátástalan gazdasági helyzet miatt sokan vándoroltak ki a tengerentúlra. 1918-ban az új szerb-horvát-szlovén állam, majd később Jugoszlávia része lett. A második világháború idején a Független Horvát Állam része volt. A háború után a béke időszaka köszöntött a településre. Enyhült a szegénység és sok ember talált munkát a közeli városokban. A délszláv háború előestéjén lakosságának 99%-a horvát nemzetiségű volt. A falu 1991. június 25-én a független Horvátország része lett. 2011-ben 155 lakosa volt.

## Népesség
| Lakosság változása | Lakosság változása | Lakosság változása | Lakosság változása | Lakosság változása | Lakosság változása | Lakosság változása | Lakosság változása | Lakosság változása | Lakosság változása | Lakosság változása | Lakosság változása | Lakosság változása | Lakosság változása | Lakosság változása | Lakosság változása |
| ------------------ | ------------------ | ------------------ | ------------------ | ------------------ | ------------------ | ------------------ | ------------------ | ------------------ | ------------------ | ------------------ | ------------------ | ------------------ | ------------------ | ------------------ | ------------------ |
| 1857               | 1869               | 1880               | 1890               | 1900               | 1910               | 1921               | 1931               | 1948               | 1953               | 1961               | 1971               | 1981               | 1991               | 2001               | 2011               |
| 361                | 404                | 365                | 485                | 538                | 494                | 481                | 515                | 436                | 425                | 379                | 374                | 334                | 280                | 187                | 155                |

## Nevezetességei
Čardašće középkori régészeti lelőhely.